# بیمارستان امیرالمؤمنین اراک
بیمارستان امیر‌المؤمنین یکی از بیمارستان‌های تخصصی و فوق‌تخصصی شهر اراک است که در سال ۱۳۸۷ مورد بهره‌برداری قرار گرفت. این بیمارستان با داشتن ۲۵۸ تخت بیمارستانی در قالب ۵ طبقه و ۱۹٬۰۰۰ متر مربع زیربنا یکی از پیشرفته‌ترین بیمارستان‌های منطقهٔ غرب ایران به‌شمار می‌رود.
این بیمارستان یکی از واحدهای آموزشی-درمانی وابسته به دانشگاه علوم پزشکی اراک است که در نزدیکی این دانشگاه (میدان بسیج) احداث گردیده‌است.

## بخش‌ها
بیمارستان دارای سه بخش داخلی، سه بخش جراحی، هفت اتاق عمل مجهز، ۱۱تخت ICU و ۱۴ تخت CCU و اورژانس است.
بخش‌های این بیمارستان شامل بخش‌های فوق تخصصی جراحی قلب ،ریه، کلیه، قلب، گوارش، ارتوپدی، آنژیوگرافی و جراحی‌های عمومی می‌شود.

## استانداردها
بیمارستان امیرالمؤمنین نخستین بیمارستان در کشور است که توانسته ۳ استاندارد بین‌المللی را کسب کند. این استانداردها در حوزه‌های مدیریت کیفی، مدیریت ایمنی و مدیریت آموزشی از طرف شرکت لیسرت آلمان ارائه شده‌است.